# Abierto Mexicano de Tenis 2015
L'Abierto Mexicano de Tenis 2015, conosciuto anche con il nome di Abierto Mexicano Telcel 2015 per motivi di sponsorizzazione, è stato un torneo di tennis giocato sul cemento. È stata la 22ª edizione del torneo maschile, facente parte della categoria ATP World Tour 500 series nell'ambito dell'ATP World Tour 2015, e la 15ª del torneo femminile facente parte della categoria WTA International nell'ambito del WTA Tour 2015. Sia il torneo maschile che quello femminile si sono giocati al Fairmont Acapulco Princess di Acapulco in Messico, dal 23 febbraio al 1º marzo 2015.

## Partecipanti ATP

### Teste di Serie
| Nazionalità | Giocatore            | Ranking* | Testa di serie |
| ----------- | -------------------- | -------- | -------------- |
| Giappone    | Kei Nishikori        | 5        | 1              |
| Spagna      | David Ferrer         | 9        | 2              |
| Bulgaria    | Grigor Dimitrov      | 11       | 3              |
| Sudafrica   | Kevin Anderson       | 15       | 4              |
| Ucraina     | Aleksandr Dolhopolov | 24       | 5              |
| Croazia     | Ivo Karlović         | 29       | 6              |
| Colombia    | Santiago Giraldo     | 33       | 7              |
| Germania    | Benjamin Becker      | 40       | 8              |

* Ranking al 16 febbraio 2015.

### Altri partecipanti
I seguenti giocatori hanno ricevuto una wild-card per il tabellone principale:
- Kevin Anderson
- Daniel Garza
- Santiago Giraldo

I seguenti giocatori sono entrati nel tabellone principale passando dalle qualificazioni:

- Ryan Harrison
- Thanasi Kokkinakis
- Alejandro González
- Austin Krajicek

## Partecipanti WTA

### Teste di Serie
| Nazionalità | Giocatrice         | Ranking* | Testa di serie |
| ----------- | ------------------ | -------- | -------------- |
| Russia      | Marija Šarapova    | 2        | 1              |
| Italia      | Sara Errani        | 16       | 2              |
| Francia     | Caroline Garcia    | 30       | 3              |
| Romania     | Irina-Camelia Begu | 34       | 4              |
| Svizzera    | Timea Bacsinszky   | 36       | 5              |
| Italia      | Roberta Vinci      | 38       | 6              |
| Stati Uniti | Sloane Stephens    | 41       | 7              |
| Stati Uniti | Madison Brengle    | 45       | 8              |
| Slovacchia  | Daniela Hantuchová | 47       | 9              |
| Croazia     | Ajla Tomljanović   | 49       | 10             |

* Ranking al 16 febbraio 2015.

### Altre partecipanti
Le seguenti giocatrici hanno ricevuto una wild-card per il tabellone principale:
- Marie Bouzková
- Ana Sofía Sánchez
- Marcela Zacarías

Le seguenti giocatrici sono entrate nel tabellone principale passando dalle qualificazioni:

- Elena Bogdan
- Louisa Chirico
- Richèl Hogenkamp
- Lucie Hradecká

## Campioni

### Singolare maschile
David Ferrer ha sconfitto in finale  Kei Nishikori per 6–3, 7–5.
- È il ventiquattresimo titolo in carriera per Ferrer, il terzo della stagione e il quarto successo sui campi di Acapulco.

### Singolare femminile
Timea Bacsinszky ha battuto in finale  Caroline Garcia con il punteggio di 6-3, 6-0.
- È il secondo titolo in carriera per la Bacsinszky, il primo della stagione.

### Doppio maschile
Ivan Dodig /  Marcelo Melo hanno sconfitto in finale  Mariusz Fyrstenberg /  Santiago González per 7–6(2), 5–7, [10–3].

### Doppio femminile
Lara Arruabarrena /  María Teresa Torró Flor hanno battuto in finale  Andrea Hlaváčková /  Lucie Hradecká con il punteggio di 7–6(2), 5-7, [13-11].